# Chondrostoma prespense
Chondrostoma prespense је зракоперка из реда Cypriniformes и фамилије Cyprinidae.

## Угроженост
Ова врста се сматра рањивом у погледу угрожености врсте од изумирања.

## Распрострањење
Ареал врсте је ограничен на мањи број држава и Преспанско језеро. 
Врста је присутна у Грчкој, Албанији и Македонији.

## Станиште
Станишта врсте су језера и језерски екосистеми, речни екосистеми и слатководна подручја.